# Национал-социалистическая женская организация
Национа́л-социалисти́ческая же́нская организа́ция (нем. Nationalsozialistische Frauenschaft или NS-Frauenschaft) — женская организация Национал-социалистической немецкой рабочей партии (НСДАП). Была создана в октябре 1931 года в результате слияния ряда национальных и национал-социалистических женских организаций. Организация была подчинена национальному партийному руководству НСДАП. Девушки с 10 до 18 лет подпадали под юрисдикцию Союза немецких девушек. В период национал-социализма с 1933 года задачами организации была координация работы всех других, не нацистских женских групп и объединений.
Женская организация на 31 декабря 1932 насчитывала 109 320 членов. К 1938 году численность организации достигло общего числа членов в размере 2 млн, что эквивалентно 40 % от общего числа членов партии. Тем не менее, политическое влияние Организации в нацистской партии и у лидеров государства было близко к нулю. В связи с реорганизацией национальной организации НСДАП, проведенной Грегором Штрассером, роль женщин в экономической и политической деятельности была ограничена. Немецкая женщина определялась как домохозяйка и мать. По всей стране организацией были устроены курсы для будущих матерей. Общий уход и воспитание детей были классифицированы как «женское жизненное пространство» (с точки зрения социальной среды). Эти идеи были поддержаны женщинами консервативного среднего класса.
Деятельность организации направлена на распространение среди немецких женщин идей национал-социалистической идеологии и поддержке лидеров партии и государства. Оно было направлено на то, чтобы пропагандировать модель национал-социалистической женщины в соответствии с политикой, определяемой режимом. В задачи организации входило обучение невест и школьниц в использовании немецкой продукции взамен импортной в рамках обеспечения автаркии (самодостаточности). Во время войны организация занималась сбором металлолома и других материалов вторсырья, обеспечивала служанок для многодетных семей, устраивала кулинарные курсы.
Помимо пропагандистской деятельности, организация занималась благотворительностью при помощи нескольких крупных нацистских фондов поддержки семейного благополучия, за 1937 год было выплачено примерно 8 миллионов рейхсмарок бедным семьям и в "брачный кредит". Так, совместно с национал-социалистической женской организацией были построены бесплатные родильные дома по всей Германии, деятельность которых полностью финансировалась государством и была строго регламентирована.

## Организационная структура
С февраля 1934 до окончания Второй мировой войны в 1945 году Национал-социалистическую женскую организацию возглавляла Рейхсфрауенфюрерин (нем. Reichsfrauenführerin — Имперский лидер женщин) Гертруда Шольц-Клинк (1902—1999). Организацией выпускался, выходивший раз в две недели, журнал «NS-Frauen-Warte». Организация делалась на региональные отделения (Gaufrauenschaft) во главе с гауфрауеншафтслейтерин (Gaufrauenschaftsleiterin), региональные отделения — на местные отделения в районах и городах окружного подчинения (Kreisfrauenschaft) во главе крейсфрауеншафтсфюрерин (Kreisfrauenschaftsführerin), они в свою очередь на местные отделения в городах, общинах и городских округах (Ortsfrauenschaft) во главе с ортсфрауеншафтсфюрерин (Ortsfrauenschaftsführerin).